# Dominic Andres
Dominic Andres, né le 6 octobre 1972 à Berne, est un joueur suisse de curling notamment champion olympique en 1998.

## Carrière
Pendant sa carrière, Dominic Andres participe trois fois aux championnats d'Europe où il remporte le bronze en 1993. Il prend également part à cinq championnats du monde où il gagne le bronze en 1994 et en 1999. Dominic Andres participe une fois aux Jeux olympiques, en 1998 à Nagano au Japon, avec Patrick Hürlimann, Patrik Lörtscher, Daniel Müller et Diego Perren. Il devient champion olympique après une victoire en finale contre les Canadiens.